# تاريخ إسطنبول
كانت المدينة المعروفة اليوم باسم إسطنبول موقعًا للاستيطان البشري لما يقرب من ثلاثة آلاف عام. أسست القبائل التراقيّة المستوطنة التي كان أول أسمائها «ليغوس». احتلها الإغريق في القرن السابع قبل الميلاد. سقطت في أيدي الجمهورية الرومانية في عام 196 قبل الميلاد، وعرفت باسم بيزنطة حتى عام 330 ميلادي، عندما غُيّر اسمها إلى القسطنطينية وجعلتها عاصمة جديدة للإمبراطورية الرومانية. خلال العصور القديمة المتأخرة، ارتقت المدينة لتصبح الأكبر في العالم الغربي، مع بلوغ عدد سكانها ذروته البالغة نصف مليون شخص تقريبًا. كانت القسطنطينية عاصمة الإمبراطورية البيزنطية التي انتهت بسقوط القسطنطينية عام 1453، لتصبح بعدها عاصمة الإمبراطورية العثمانية.
انخفض عدد سكان المدينة خلال فترة العصور الوسطى، ولكن مع اقتراب الإمبراطورية العثمانية من ذروة قوتها التاريخية، نما عدد سكان المدينة إلى ما يقرب من 700000 نسمة في القرن السادس عشر، لتصبح من بين أكثر المدن الأكثر اكتظاظًا بالسكان في العالم. عندما تأسست الجمهورية التركية عام 1923، نقلت العاصمة من القسطنطينية إلى أنقرة (الأنجورا سابقًا). منذ العام 1930، كان الاسم الأصلي «إسطنبول» الاسم الرسمي الوحيد للمدينة باللغة التركية، وحلّ منذ ذلك الحين محل الاسم التقليدي «القسطنطينية» في معظم اللغات الغربية

## عصر ما قبل التاريخ
عاش البشر في المنطقة المعروفة الآن بإسطنبول منذ العصر الحجري الحديث على الأقل. يعود تاريخ أقدم مستوطنة معروفة إلى عام 6700 قبل الميلاد، واكتشفت بقاياها في عام 2008، أثناء أعمال بناء محطة مترو أنفاق ينيكابي ونفق مرمراي في شبه الجزيرة التاريخية على الجانب الأوروبي. أول مستوطنة بشرية على الجانب الأناضولي، تل فيكيرتيبي، تعود لفترة العصر النحاسي، وقد اكتُشفت قطع أثرية يرجع تاريخها إلى ما بين 5500 و3500 قبل الميلاد. اكتشفت مستوطنة بحرية بالقرب من كاديكوي يعود تاريخها إلى زمن الفينيقيين.

## ليغوس
كان «ليغوس» الاسم الأول للمدينة وفقًا لبليني الأكبر في رواياته التاريخية. أسستها القبائل التراقيّة، جنبًا إلى جنب مع سميسترا، القرية المجاورة القامة على صيد الاسماك. لم يتبق حتى الآن سوى عدد قليل من الجدران والبنى التحتية التابعة لليغوس، بالقرب من سارايبورنو، حيث يقبع اليوم قصر توبكابي الشهير. كانت ليغوس وسميسترا المستوطنات الوحيدة على الجانب الأوروبي من إسطنبول. على الجانب الآسيوي كانت هناك مستعمرة فينيقية. حُدّد موقع بيزنطة في موقع ليجوس، وبالتالي بات مقبولًا اعتبار ليجوس على أنها المدينة التي أصبح اليوم تُعرف باسم إسطنبول.

## بيزنطة
كان «بيزنطة» الاسم التالي للمدينة. يُعتقد أن أصل الاسم تراقي أو إيليري، وبالتالي سبق الاستيطان اليوناني. كما أنه قد يكون مشتقًا من الاسم الشخصي التراقي أو الإيليري «بيزاس». تشير الأسطورة اليونانية القديمة إلى الملك الأسطوري بيزاس كزعيم للمستعمرين الميجاريين ومؤسس للمدينة. كان كيب مودا في خلقيدون أول موقع اختار المستوطنون اليونانيون من ميجارا استعماره عام 685 قبل الميلاد، وذلك قبل استعمار بيزنطة على الجانب الأوروبي من البوسفور تحت قيادة الملك بيزاس عام 667 قبل الميلاد. أنشئت بيزنطة في موقع مستوطنة ميناوية قديمة تُدعى ليغوس خلال فترة بيزنطة، وكانت الأكروبوليس قائمة حيث ينتصب قصر توبكابي اليوم.
بعد انحيازها إلى بيسكينيوس النيجر ضد المنتصر سبتيموس سيفيروس، حاصرت روما المدينة التي تعرضت لأضرار جسيمة في عام 196 م. أعاد الإمبراطور الروماني سيبتيموس سيفيروس بناء بيزنطة وسرعان ما استعادت ازدهارها السابق، ليعيد تسميتها مؤقتًا باسم أوغستا أنتونينا، تكريمًا لابنه.

## أواخر الحقبة الرومانية والإمبراطورية الرومانية الشرقية (بيزنطية)

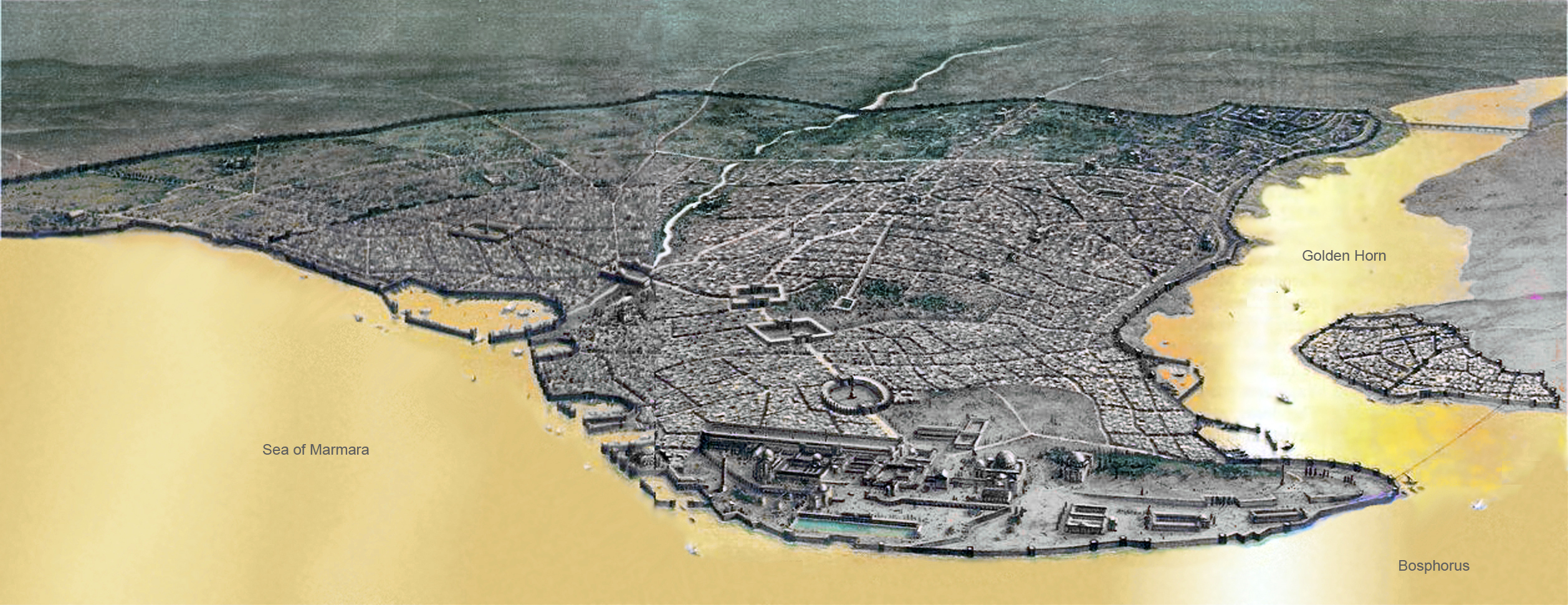
لوحة ملونة لمدينة القسطنطينية

جذب موقع بيزنطة قسطنطين الكبير عام 324 بعدما قيل أن نبوءة حددت موقع المدينة. لكن السبب الحقيقي وراء هذه النبوءة ربما كان انتصار قسطنطين النهائي على ليسينيوس في معركة كريسوبوليس (أوسكودار)على البوسفور، في 18 سيبتمبر من العام 324، والتي أنهت الحرب الأهلية بين الأباطرة الرومان، ووضع حد نهائيًا لبقايا النظام الرباعي، الذي كانت فيه نيقوميديا (إزميت الحالية، 100 كلم شرق إسطنبول) أكبر عاصمة رومانية. أُعلنت بيزنطة (التي أعيدت تسميتها باسم روما الجديدة وتصبح في نهاية المطاف مدينة قسطنطين) رسميًا عاصمة جديدة للإمبراطورية الرومانية في عام 330 ميلادي. وفي نهاية عهده في عام 337، أعلن قسطنطين أن أبنائه الثلاثة سيرثون مشاركةً عرش الإمبراطورية الرومانية. لكن لم يستطع الأبناء أن يحكموا معًا بسلام، وأدى تنافسهم العسكري إلى تقسيم الإمبراطورية عاموديًا م الشمال إلى الجنوب على طول شبه جزيرة البلقان. قُسّم الإقليم رسميًا في عام 395 عندما توفي ثيودوسيوس الأول (379-395)، تاركًا ابنه هونوريوس إمبراطورًا على النصف الغربي، وابنه الآخر أركاديوس إمبراطورًا على النصف الشرقي من الإمبراطورية.
أصبحت القسطنطينية عاصمة الإمبراطورية الرومانية الشرقية (البيزنطية). لعب مزيج القوة الإمبريالية وموقع المدينة الرئيسي عند نقطة العبور بين قارتي أوروبا وآسيا، وبعد ذلك إفريقيا ومناطق أخرى، دورًا تجاريًا وثقافيًا وديبلوماسيًا واستراتيجيًا مهمًا. كانت مركز العالم اليوناني، وفي معظم فترة الحكم البيزنطي، كانت أكبر مدينة في أوروبا. وضع تحول قسطنطين إلى المسيحية عام 312 الإمبراطورية الرومانية على طريق التنصير، وفي عام 381، أي في عهد ثيودوسيوس الأول، أصبحت المسيحية الدين الرسمي للدولة للإمبراطورية الرومانية، وتحولت القسطنطينية بذلك مركزًا دينيًا مزدهرًا.
خلال القرن الخامس، فقد النصف الغربي من الإمبراطورية الرومانية معظم قوته من خلال تدهور الأوضاع السياسية والاقتصادية والاجتماعية، إذ خلع المرتزقة الجرمانيون الإمبراطور الغربي الأخير عن كرسيه في عام 476 م.، لكن النصف الشرقي كان مزدهرًا. بحسب المؤرخين، سُمّيت الإمبراطورية الرومانية الشرقية المزدهرة الإمبراطورية البيزنطية لتمييزها عن الإمبراطورية الرومانية. تميزت هذه الإمبراطورية بيونانية ثقافتها، وأصبحت مركزًا للمسيحية الأرثوذكسية اليونانية بعد انقسام ماضٍ مع روما، وتميّزت بالعديد من الكنائس الرائعة، بما في ذلك آيا صوفيا، التي كانت ذات يوم أكبر كاتدرائية في العالم.
كان جوستينيان أشهر إمبراطور بيزنطي وحكم بين عامي 527 و565 ميلادي. خلال فترة حكمه وسع الإمبراطورية البيزنطية إلى أكبر حدود عرفتها وكانت ممتدة من فلسطين إلى طرف إسبانيا. تشمل إنجازاته الأخرى كنيسة آيا صوفيا الشهيرة ونظام القانون المنظم المسمى كوديكس الذي اكتمل سنه في عام 534 ميلادي، ويعتبر عهده الأكثر تأثيرًا بتاريخ الإمبراطورية البيزنطية.